# Morpion

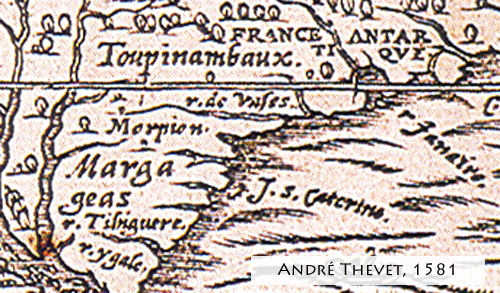
Detalhe de um mapa de André Thevet de 1581.

Morpion (também referido como Morpião e Orpion) é um misterioso termo que aparece em mapas do século XVI, notadamente no período de 1581 a 1598.
O termo surge ainda em textos seiscentistas como do franciscano André Thévet, que em 1555 acompanhou Nicolas Durand de Villegagnon para o estabelecimento de uma colônia francesa na baía de Guanabara, a chamada França Antártica. Em 1558 Thevet publicou na Europa Les singularitez de la France Antarctique, onde narra as suas impressões da "terra brasilis". Sem precisar locais afirma, em seu texto, referindo-se aos indígenas: "Dauantage ce pauure peuple se hazarde fur léu, foit douce ou falée, pour aller trouuer fon enemy: comme ceux de la grand riuiere de Ianaire contre ceux de 'Morpion' " ("Ademais, esta pobre gente se aventura na água, seja doce ou salgada, para procurar o seu inimigo, como acontece com os do grande rio de Janeiro contra os de 'Morpion' ") e prossegue: "Naquele lugar residem os portugueses, inimigos dos franceses, do mesmo jeito que os selvagens desse lugar são inimigos dos de Janeiro".
Em 1578, Jean de Léry, outro viajante francês, publica na Europa suas aventuras no livro Histoire d'un Voyage Faict en la Terre du Brésil e novamente o termo Morpion, agora, aparece melhor designado: "Em certo dia os nossos selvagens surpreenderam dois Portugueses em um pequeno casebre de barro onde estes viviam nos bosques, perto da sua fortaleza denominada Morpion". Alguns historiadores acreditam que a localidade mencionada por Lery se tratava da Fortaleza de Bertioga.
Segundo os historiadores Francisco Martins dos Santos e Fernando Lichti, em "História de Santos" e "Poliantéia Santista": "Na obra de Villegagnon, contendo a história do almirante francês e da França Antártica, na Guanabara, publicada sob a direção do notável Basílio de Magalhães e Cândido Jucá(filho), e de autoria de Manuel Tomás Alves Nogueira, há em um apêndice, um mapa do Brasil: "VOLKER-KART von Lande ARABUTAN", ou Carta do  País de Arabutã", publicado em Leipzig pela Brochkaus Geograph (sem data), onde constam as duas ilhas vicentinas de Santo Amaro e S. Vicente, com os nomes de Guaibe e Morpion".
O historiador Francisco Adolfo de Varnhagen, em sua História Geral do Brasil, diz que "A Ilha de São Vicente, chamaram (os índios) Orpion ou Morpion", sem contudo explicar ou mencionar qualquer fonte que assegure tal informação. Com maior cautela, o Dr. Pirajá da Silva, em suas notas e comentários em "Roteiros do Brasil", de Gabriel Soares, diz que "Morpion é vocábulo de origem duvidosa".
O termo aparece ainda em manual de beleza denominado Ornatus Mulierum, de autor anônimo, escrito por volta de 1250, que apresenta 88 receitas de cosméticos destinados ao tratamento do rosto e dos cabelos femininos. No manual é tratado como "piolho das axilas". No francês atual, Morpion é usado para duas designações: para o piolho-da-púbis (pou du pubis), conhecido popularmente no Brasil como "chato", e para o famoso jogo da velha. Segundo também o Dictionnaire de la langue verte, o termo é aplicado popularmente de forma pejorativa para designar uma criança de comportamento desagradável e irritante.